# Lowell Yerex
Lowell Yerex Pinney (Wellington, Nueva Zelanda, 1895 - Buenos Aires, Argentina, 1968) Empresario y capitán de aviación de origen neozelandés, fundador de varias empresas aéras entre ellas TACA.

## Biografía
Lowell Yerex, nació el 24 de julio de 1895 en Wellington, Nueva Zelanda, en Oceanía; falleció en el año de 1968, en la ciudad de Buenos Aires, capital de la República Argentina. Fue hijo del matrimonio compuesto por George Manley Yerex y Clara Pinney (1867- ¿?), de joven Lowell recibió sus estudios primarios en Nueva Zelanda, luego asistió a la Universidad de Valparaíso, en el estado de Indiana, Estados Unidos de América, donde obtuvo su Licenciatura en Empresas en 1916. Fue miembro del Club Rotario.
Lowell, muy amante de la aviación fue voluntario de la Real Armada Aérea Británica, participó en la Primera Guerra Mundial en 1917 donde obtuvo su grado de Teniente de aviación y completando varias misiones, fue ascendido a Capitán. Más tarde sería derribado en Francia mientras cumplía una misión, hecho prisionero de los alemanes y llevado a un campo de prisioneros de guerra donde estuvo cautivo por espacio de cuatro años, hasta su liberación.
Siendo veterano de la Primera Guerra Mundial, se trasladó nuevamente a América donde sería requerido por las Nuevas Escuelas del Aire que se creaban y llegó a Honduras durante la "Revolución Reivindicatoria", donde volaría y sería instructor de vuelo de nuevos aviadores y gran aliado del doctor y general don Tiburcio Carias Andino.
Cuando se fundó la Pan American World Airways o simplemente conocida como: Panam, el capitán y héroe estadounidense Charles Lindbergh laboraba para dicha empresa y viajaría a los países latinoamericanos para abrir nuevas rutas de la aerolínea, más fue de su sorpresa encontrar que en 1931 el capitán Lowell Yerex, había fundado en Honduras una compañía a la cual llamaría Transportes Aéreos Hondureños TAH que solo volaba dentro del territorio hondureño; más tarde, en el mes de diciembre de 1931 pasará a llamarse TACA, "Transportes Aéreos Centroamericanos, S.A." que brindaban servicios mixtos de transporte de carga y pasajeros en los aviones Stinson Reliant, que volaban registrados con matrícula mexicana; en el mes de julio de 1932 los contratos aéreos de Yerex ascendían a US$ 1,050 dólares por mes. Más tarde, Lowell fue herido gravemente en un ojo, perdiendo parcialmente la visión, en la acción del "Sauce" que era comandaba por el general José María Fonseca, un 27 de diciembre; Yerex fue sustituido por los pilotos Charles Mejer y Tomás N. Mcguire, quienes continuaron con las labores de bombardeo. Yerex mientras se mantuvo en Honduras siempre estaba bajo la observancia del departamento de Estado de los Estados Unidos de América en cuestión de prestar su flota cuando le fuere solicitado. Seguidamente la compañía TACA se trasladó a la república de El Salvador, ya con nuevos propietarios en 1945, lugar donde se expandió y modernizó, creándose así la empresa que funciona hasta estas fechas.
En 1940, Lowell Yerex se trasladaría a Trinidad y Tobago a invitación de la señora Young, esposa del Gobernador de ese país, el señor Hubert Winthrop Young, donde fundara la BWIA West Indies Airways. Al año siguiente 1941, su rumbo fue Brasil, en Río de Janeiro fundaría la compañía aérea "Aero vías del Brasil" después de unos convenientes la empresa fue adquirida por la que hoy es VARIG en 1961. Sobre el 26 de octubre de 1942 se firmó un contrato entre el gobierno de República Dominicana y la TACA Airways S. A. para la construcción de una pista, y la apertura de rutas y tráfico aéreo.
Lowell después de su larga trayectoria en América, se fue a residir a Buenos Aires, Argentina, país que fue su último hogar.